# Flash Back 1979-1986
Flash Back 1979-1986 је компилацијски албум с највећим хитовима групе Аеродром који је 1996. године објавила издавачка кућа Кроација рекордс. Албум се састоји од 15 највећих хитова ове групе, чији је аутор Јурица Пађен. Само једну песму на овој компилацији није урадио Пађен, а то је песма Добро се забављај, чији је аутор Ремо Картагине.

## Списак песама
- Ватра је на небу
- Стави праву ствар
- Твоје лице
- Кад мисли ми врлудају
- Љубав није књига
- Лаж
- Добро се забављај
- Фратело
- Обична љубавна пјесма
- 24 сата дневно
- Квари све
- Дигни ме високо
- Странац
- Метар вина
- Поздрав с Бардо Равни[1]

## Извођачи
- Јурица Пађен - електрична гитара, вокал
- Томислав Шојат - бас гитара, акустична гитара
- Златан Живковић - клавијатуре
- Славко Пинтарић - бубњеви